# Emmanuel Laurent
Emmanuel Laurent (né Emmanuel Laurent Cousin) est un réalisateur et producteur français né le 20 octobre 1950 à Vaires-sur-Marne et mort le 8 février 2015 dans le 13e arrondissement de Paris.

## Biographie
Autodidacte, Emmanuel Laurent réalise et produit plus d'une trentaine de films, dont de nombreux documentaires. Il est à l'initiative du festival Pariscience.

## Filmographie partielle

### Réalisateur
- 1986 : Derrière chez nous (court métrage)
- 2011 : Deux de la vague

### Producteur
- 1997 : Death by Design
- 1998 : Le Virus fantôme d'Anne Georget (TV)
- 2009 : Le grand voyage de Charles Darwin - Les origines de la théorie de l'évolution (TV)
- 2011 : Deux de la vague